# Томпсон, Линда
Ли́нда Диа́на То́мпсон (англ. Linda Diane Thompson; род. 23 мая 1950, Мемфис, Теннесси) — американская актриса, поэт-песенник.

## Биография
Линда Томпсон родилась в Мемфисе, штат Теннеси 23 мая 1950 года. Победила в нескольких конкурсах красоты, включая Мисс Теннесси в 1972 году. В июле того же года Линда познакомилась с американским певцом Элвисом Пресли, который в те годы расстался с Присциллой Пресли. Их отношения продолжались три с половиной года. В конце 1976 они расстались. С того же года (и до 1982) Линда выступала в телесериале Hee Haw.
В 1981 году Линда вышла замуж за олимпийского чемпиона 1976 года по десятиборью Брюса Дженнера, от которого родила двух детей. Их брак не был долгим и в 1983 году они развелись.
В 1985 году дебютировала как поэт-песенник, став соавтором слов песни Кенни Роджерса Our Perfect Song. В 1991—2005 годах состояла в браке с Дэвидом Фостером, вместе с которым они создали несколько песен, одной из наиболее известных из них является No Explanation, написанной для фильма «Красотка» (1990).
В 1993 они были номинированы на премии «Грэмми» и «Оскар» за композицию «I Have Nothing», исполненную Уитни Хьюстон в кинофильме «Телохранитель» (1992).
Лирическая песня The Power of the Dream (Власть мечты) в исполнении Селин Дион стала официальной песней летних Олимпийских игр 1996 года в Атланте. В 2003 году Линда Томпсон и её муж получили Эмми в категории «Лучшие музыка и слова» за «Концерт ко Всемирному дню ребёнка».
Вместе с мужем Линда Томпсон активно участвовали в работе благотворительного Фонда Дэвида Фостера.
С 2005 года активно участвует в различных мероприятиях, связанных с искусством.